# Amauris torleyi
Amauris torleyi är en fjärilsart som beskrevs av Gustaaf Hulstaert 1926. Amauris torleyi ingår i släktet Amauris och familjen praktfjärilar. Inga underarter finns listade i Catalogue of Life.